# Кулакова, Зинаида Николаевна
Зинаида Николаевна Кулакова (28 апреля 1921, Москва — 18 сентября 2002, там же) — советский и российский учитель и общественный деятель, Заслуженный учитель школы РСФСР.

## Биография
Родилась в Москве 28 апреля 1921 года в семье служащих (отец - бухгалтер, мать - медсестра). В 1939 году окончила среднюю школу № 201 Тимирязевского района и поступила в Московский институт философии, литературы и истории (ИФЛИ). В 1941-1944 годах совмещала учёбу с работой медсестрой в госпитале при Центральной Клинической больнице НКПС. В 1944 году окончила филологический факультет МГУ им. Ломоносова. Один учебный год проработала учителем в Милютинской средней школе в станице Милютинская Ростовской области. С 1945 по 2001 год — учитель русского языка и литературы в Ордена Трудового Красного Знамени средней школе № 201 имени Героев Советского Союза Зои и Александра Космодемьянских.
Умерла в Москве 18 сентября 2002 года, похоронена на Химкинском кладбище (участок № 76, координаты захоронения: 55.916100, 37.374000).

## Карьера учителя
Считала себя ученицей Веры Сергеевны Новоселовой и Марии Дмитриевны Сосницкой. С 1952 года совмещала работу в школе с обязанностями методиста Ленинградского района, с 1968 года вела классы с углублённым изучением литературы. Бессменный председатель методического объединения словесников школы, учитель-методист (1975 год), член городской медальной комиссии, член программной комиссии по литературе Министерства просвещения СССР, член Учёного методического совета Министерства просвещения РСФСР, член Художественных советов Пушкинского музея и Центрального детского театра. Была одной из самых известных в Москве словесниц, несколько десятилетий вела семинары для учителей русского языка, литературы и мировой художественной культуры г. Москвы.
В 1981—1983 годах была классным руководителем в литературном классе, в котором учился Антон Борисович Носик. Носик неоднократно вспоминал свою «благословенной памяти учительницу литературы».

## Общественная деятельность
В 1971-1975 годах была депутатом Верховного Совета РСФСР восьмого созыва, входила в комиссию по народному образованию, науке и культуре. Представляла Войковский избирательный округ г. Москвы.

## Награды
- Отличник народного просвещения (1956 год)
- Медаль «В ознаменование 100-летия со дня рождения Владимира Ильича Ленина» (1970 год)
- Орден Ленина[10] (1971 год)
- Почётное звание «Заслуженный учитель школы РСФСР» (1977 год)
- Медаль Пушкина (2002 год[11])

## Известные ученики
В скобках указан год окончания школы:
- А. А. Кобозев[12] (1962)
- Т. В. Гармаш-Роффе (1971)
- В. А. Фертман[13] (1971)
- В. И. Лусканов (1972)
- А. Б. Носик (1983)
- А. П. Будберг (1985)
- Д. А. Кавицкая[14] (1986)
- Т. Л. Полянников[15] (1989)
- А. А. Лымарев (1999)

## Память
- С 2002 по 2019 год в Москве ежегодно проводились Городские педагогические чтения имени Зинаиды Николаевны Кулаковой. Цель чтений – осмысление творческого опыта учителей-практиков и распространение нового в современном российском образовании. Проводились на базе ГБОУ Школа № 201[16] при поддержке кафедры гуманитарного образования Московского института открытого образования и Московского педагогического государственного университета[17]. По итогам чтений выступления педагогов отмечались дипломами, присутствующим вручался сертификат участника[18]. Всего проведено 16 чтений, каждый раз в них участвовали более ста учителей-словесников из Москвы и из регионов России[19].
- В 2017 году во дворе школы № 201, где в течение 56 лет работала З.Н. Кулакова, на "Аллее Героев 201-й" была посажена именная памятная яблоня[20].